# Août 1795

## Événements
- Bataille de Las Cahobas.
- Bataille de Petite-Rivière.

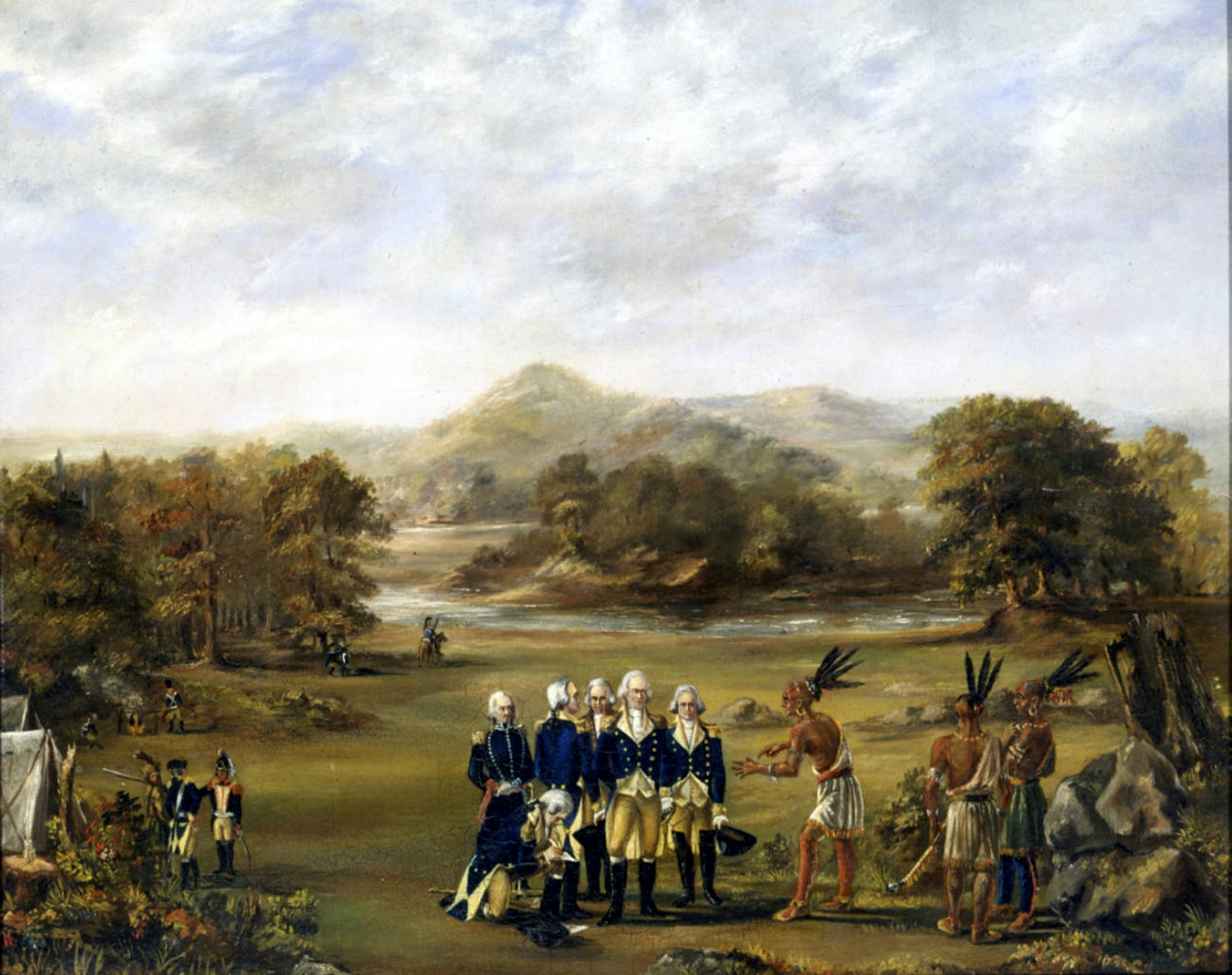
Scène du Traité de Greenville

- Combat de Saint-Jean-sur-Vilaine (ou juillet 1795).
- Deuxième bataille des Verrettes.

- 3 août, États-Unis : le traité de Greenville détermine qu’en échange de marchandises diverses (couvertures, ustensiles, animaux domestiques,…) d'une valeur approximative de 20 000 dollars, les amérindiens offrirent un territoire couvrant l'état actuel de l'Ohio, la région des villes de Chicago et de Détroit. Le traité a établi la "Frontière du traité de Greenville" qui fit office de frontière durant plusieurs années entre les terres colonisées par les blancs et les terres amérindiennes. La limite fut néanmoins souvent franchie par les colons blancs qui bafouaient les termes du traité. La frontière commençaient à Cleveland jusque Carrollton (Kentucky) en passant par Bolivar (Ohio).
- 9 août : combat de Ducey.
- 10 août, France : Fête de la Réconciliation

- 11 août, France : combat de la Ribassais.
- 11 au 13 août, France : bataille de Saint-Jean-de-Monts.
- 12 août, France : bataille de La Ceriseraie.
- 17 août : reddition de Malacca[1]. La conquête des Pays-Bas par la France révolutionnaire conduit les Britanniques à occuper Malacca et certains établissements hollandais (côte occidentale de Sumatra, Amboine (16 février 1796[2]), îles Banda (8 mars 1796[2]), Ternate). Les Hollandais tiennent Java, Makassar, Banjarmasin et Palembang, et parviennent à chasser les Britanniques de la forteresse de Kupang à Timor dont ils s’étaient emparés en juin 1797.
- 22 août, France (5 Fructidor an III) : la Constitution de l'an III est approuvée par plébiscite. Déclaration des droits et des devoirs de l'homme et du citoyen de 1795[3].
- 23 et 31 août, France : décret des deux tiers.
- 26 août : Trinquemale, comptoir hollandais à Ceylan passe sous contrôle britannique[4]. Colombo capitule le 15 février 1796[2].
- 26 août au 21 novembre, France : expédition de l'île d'Yeu.
- 31 août : combat de Saint-Michel-et-Chanveaux.

## Décès
- 26 août : Joseph Balsamo, comte de Cagliostro.
  - Philidor (François-André Dunican), joueur d'échecs et compositeur (° 1726).
  - Maruyama Ôkyo, peintre japonais (° 1733).